# Dominici
Dominici je progresivna metal grupa koju je osnovao bivši pjevač Dream Theatera Charlie Dominici. Sastav je dosad izdao tri studijska albuma.

## Postava
- Charlie Dominici - vokali
- Brian Maillard - gitara
- Americo Rigoldi - klavijature
- Riccardo eRIK Atzeni - bas-gitara
- Yan Maillard - bubnjevi

## Diskografija
- 2005.: O3: A Trilogy, Part One
- 2007.: O3: A Trilogy, Part Two
- 2008.: O3: A Trilogy, Part Three

## Vanjske poveznice
- Službene stranice